# Puisque tu pars
Puisque tu pars is een nummer van de Franse muzikant Jean-Jacques Goldman uit 1988. Het is de vierde en laatste single van zijn vijfde studioalbum Entre gris clair et gris foncé.
Het nummer gaat over een man die door zijn vrouw wordt verlaten, zonder dat ze het hem laat weten. Hoewel dit de man veel pijn doet, hoopt hij het allerbeste voor zijn vrouw. Ook hoopt hij dat ze de scheiding de rest van haar leven in haar achterhoofd houdt.
"Puisque tu pars" werd een grote hit in Frankrijk, waar het de 3e positie behaalde.